# Slag bij Mons Seleucus
De Slag bij Mons Seleucus (La Bâtie-Montsaléon) vond plaats in de zomer van 353. Het was een veldslag tussen twee Romeinse legers, waarbij het ene leger aangevoerd werd door keizer Constantius II, en het andere leger door de tegenkeizer Magnentius. De slag werd gewonnen door Constantius.

## Achtergrond
Na de moord op zijn broer Constans, voerde Constantius strijd tegen de usurpator Magnentius. In 351 hadden beide rivalen al een keer slag geleverd in de slag bij Mursa, welke aan beide zijden zware verliezen had opgeleverd en onbeslist eindigde. 
Magnentius hield zich hierna met veel moeite staande in Gallië, maar in de zomer van 353 moest hij de bergpassen opgeven die toegang gaven tot zijn territorium. Constantius drong met zijn leger Gallië binnen en bij Mons Seleucus leverden de legers strijd. Magnentius leed een zware nederlaag en vluchtte weg naar Lyon. Zijn soldaten zagen geen heil meer in verdere strijd en namen hun keizer gevangen. Zij  wilden Magnentius uitleveren aan Constantius, maar deze liet het niet zover komen en pleegde zelfmoord.